# Gesellschaft für Fantastikforschung
Die Gesellschaft für Fantastikforschung e. V. (GfF) ist eine deutschsprachige Fachgesellschaft zur interdisziplinären, wissenschaftlichen Beschäftigung mit fantastischen Stoffen und Medien. Die GfF wurde 2010 in Hamburg gegründet.

## Ziele
Die Gesellschaft für Fantastikforschung e. V. ist eine wissenschaftliche Fachgesellschaft, die es sich zur Aufgabe gemacht hat, die Erforschung der Fantastik in Kunst, Literatur und Kultur im deutschsprachigen Raum auf wissenschaftlicher Basis zu fördern und zu einer Vertiefung der wissenschaftlichen und kulturellen Erkenntnis in diesen Bereichen beizutragen. Die GfF vertritt einen breiten, inklusiven und interdisziplinären Begriff der Fantastik, welcher Horror und Gothic ebenso umfasst wie Science-Fiction, Fantasy, Utopien und Speculative Fiction, aber auch Märchen, Fabeln und Mythen einbezieht.

### Publikationen

#### Online
Das Onlineangebot der Gesellschaft umfasst neben Informationen zur GfF auch ein Archiv der Veranstaltungen sowie eine Sammlung aktueller Calls und Veranstaltungen im Feld der nationalen und internationalen Fantastikforschung.

#### Zeitschrift für Fantastikforschung
Die Gesellschaft für Fantastikforschung publiziert seit 2011 zweimal jährlich die Zeitschrift für Fantastikforschung (ZfF). Die ZfF ist die einzige wissenschaftliche Fachzeitschrift im deutschsprachigen Raum, die regelmäßig erscheint und sich gänzlich der Auseinandersetzung mit dem Fantastischen widmet.
Publiziert werden Originalbeiträge aus diversen geistes- und sozialwissenschaftlichen Disziplinen, die sich mit dem Fantastischen u. a. in Literatur, Kunst, Theater, Film, Comic, Serien und Computerspiel beschäftigen, einzelne Aspekte der Geschichte, Theorie und Ästhetik der Fantastik behandeln oder sie als soziales und gesamtkulturelles Phänomen untersuchen (z. B. in Fan- und Subkulturen). Zudem fördert die ZFF konsequent die interdisziplinäre Erforschung des Fantastischen.
Von 2011 bis 2016 erschien die ZFF zweimal im Jahr im LIT Verlag als Magazin.
2019 wurde die ZfF als erste deutschsprachige Zeitschrift in die Open Library of Humanities aufgenommen und steht seitdem auf dieser Plattform als Open-Access-Publikation weltweit zur Verfügung.

## Jahrestagungen
Die Jahrestagung der Gesellschaft für Fantastikforschung wird von wechselnden Facheinheiten unterschiedlicher Universitäten in Deutschland, Österreich und der Schweiz zu aktuellen Schwerpunktthemen der Fantastik veranstaltet.
Liste der Jahrestagungen:
- 2010 Universität Hamburg: Fremde Welten. Wege und Räume der Fantastik im 21. Jahrhundert
- 2011 Universität Salzburg: EUROFAN: Neue Richtungen der Europäischen Fantastik nach dem Kalten Krieg
- 2012 Universität Zürich: Übergänge und Entgrenzungen in der Fantastik
- 2013 Justus-Liebig-Universität Gießen / Phantastische Bibliothek Wetzlar: Writing Worlds. Welten- und Raummodelle der Fantastik
- 2014 Alpen-Adria-Universität Klagenfurt: Fantastic Games. Imaginäre Spielwelten und ihre soziokulturelle Bedeutung
- 2015 Eberhard Karls Universität Tübingen: Vom Suchen, Verstehen und Teilen… Wissen in der Fantastik
- 2016 Westfälische Wilhelms-Universität Münster: The Fantastic Now: Tendenzen der Fantastikforschung im 21. Jahrhundert
- 2017 Universität Wien: Wirklichkeiten und Weltenbauen
- 2018 Universität Fribourg: Techniken der Fantastik
- 2019 Freie Universität Berlin: Das Romantisch-Fantastische
- 2020 Universität Augsburg: Imagining Alternatives – die Fantastik und das Politische (abgesagt)